# 本間高爾夫
本間高爾夫股份有限公司（日语：株式会社 本間ゴルフ，港交所：6858），由本間敬啟、本間裕朗兄弟於1959年創立，總部設於東京都港區、是製造高爾夫桿身的先驅。

## 概論
它的球桿售價比一般品牌昂貴，碳纖維桿身以二至五星區分造功質量的高低，星級越高價錢越貴。五星級的球桿由資歷最深的工匠親手製作，一套十四支開價七萬六千美元
。工廠設立於日本山形縣酒田市，佔地約16.3萬平方米。
1958本間兄弟在戰後神武景氣創業潮中選定橫濱市鶴見區開設高爾夫練習場「鶴見高爾夫中心」之後轉向自製球具給會員的生意，1963年本間高爾夫球桿製造公司在鶴見區成立，1971年大阪辨事處開業，1972年鶴見高爾夫中心改註冊為本間高爾夫公司之後經過6年努力研發出生產碳纖維桿身量產方法，之後設立酒田工場。1992年總部遷至東京世田谷區新建的總部樓，1995年在日本證券業協會註冊股票上市，並開始數年的海外拓展戰略，於馬來西亞、香港、泰國、新加坡開業，後收購阿蘇高森高爾夫俱樂部。
之後隨著日本泡沫經濟結束，營運日趨弱化，2005年在東京地方裁判所申請民事再生法，公司重整，根據公司重組架構計劃改變資本結構， 將新發行之股份分配給第三者，2007年結束轉投資本間高爾夫建設有限公司，2010年後上海奔騰公司的劉建國集團入主。

## 逸聞
2016年11月18日安倍在紐約會見美國總統當選人川普，普遍被認知是要扭轉押寶希拉蕊的錯誤，並希望繼續推動日美遏制中國的戰略，其送上的見面禮是50万日元頂級日製本间牌高爾夫球桿，而日經新聞網透露，其實2010年起本间球桿就已經經營不善，後被上海奔腾公司的刘建国收購，经过几年努力让其恢复了生气並在香港股市掛牌，其實本间牌已經是中資企業。

## 外部連結
- 台灣本間高爾夫FB官方網址
- 台灣本間高爾夫官方網址 （页面存档备份，存于）
- HONMA TOURWORLD CUP （页面存档备份，存于）